# Spathius metrodorus
Spathius metrodorus är en stekelart som beskrevs av Nixon 1943. Spathius metrodorus ingår i släktet Spathius och familjen bracksteklar. Inga underarter finns listade i Catalogue of Life.